# West Coast Highway

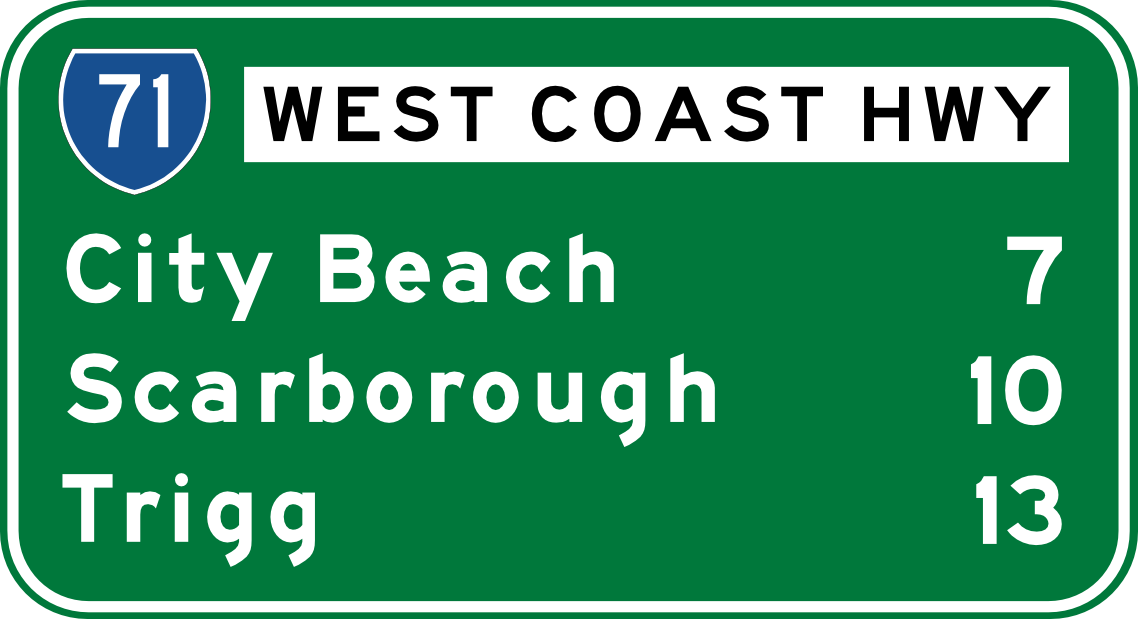
Entfernungen auf dem West Coast Highway von Swanbourne aus

Der West Coast Highway ist eine Hauptverbindungsstraße in Perth im Südosten des australischen Bundesstaates Western Australia. Er verbindet die Curtin Avenue in Swanbourne entlang der Küste mit der Marmion Avenue in Trigg. Die Straße ist als Staatsstraße 71 (S71) ausgewiesen und trägt abschnittsweise auch die Bezeichnung Touristenroute 204 (T204). Sie verbindet somit Fremantle mit den nördlichen Vororten von Perth. Die Geschwindigkeitsbeschränkung beträgt allgemein 80 km/h. In bewohnten Bereichen ist sie auf 60–70 km/h abgesenkt. Den größten Teil der Strecke ist die Straße vierspurig mit Mittelstreifen ausgeführt.

## Verlauf
Der West Coast Highway beginnt an der Curtin Avenue (S71) in Swanbourne, einem westlichen Vorort von Perth, direkt an der Küste des Indischen Ozeans. Er führt nach Norden, vorbei an der Campbell Barracks des SAS, nach City Beach, Scarborough und Trigg. Dort endet er an der Karrinyup Road und wird zur Marmion Avenue (S71).

## Geschichte
In den 1940er-Jahren war der Highway eine schmale Küstenstraße (Coast Road genannt) zwischen Swanbourne und North Beach. Vorher waren die Siedlungen an der Küste, wie North Beach und Mullaloo, nur über Feldwege von der Wanneroo Road aus zu erreichen. Ende der 1960er-Jahre wurde diese kleine Küstenstraße wesentlich ausgebaut und bis nach Mullaloo Beach verlängert.
Mitte der 1970er-Jahre wurde der Streckenabschnitt durch City Beach neu trassiert, sodass der frühere Challenger Drive (im Landesinneren) und der West Coast Highway (an der Küste) bis nach Scarborough auf ein und derselben Trasse verliefen. Der südlichste Streckenabschnitt durch Swanbourne wurde in Rochdale Road umbenannt. 1984 wurde der Highway nach Norden bis zur Ocean Reef Road verlängert.
Damals hatte die Marmion Avenue bereits den West Coast Highway als wichtigste Straße zum Anschluss der nördlichen Vororte verdrängt und der Vorort Swanbourne hatte seine Probleme mit dem Durchgangsverkehr. In den Jahren 1985 / 1986, kurz vor der Ausweisung des neuen Systems von Staatsstraßen, wurde der Highway direkt nördlich von Scarborough landeinwärts auf seiner heutigen Route geführt, um die Marmion Avenue an der Karrinyup Road zu erreichen. Und der Streckenabschnitt südlich von City Beach wurde zur Servetus Road in Swanbourne umgeleitet.
Die nördlichen zwei Drittel des Highways wurden aufgeteilt und erhielten neue Namen:
- West Coast Drive von Trigg zur Hepburn Avenue und zum Hillary Boat Harbour
- Whitfords Avenue bis zur Withfords Avenue (Ost-West)
- Northshore Drive bis zum Mullaloo Drive
- Oceanside Promenade bis zur Ocean Reef Road

Mit Ausnahme der Strecke in Scarborough waren alle Streckenabschnitte durchgehend.
Bis zum Jahr 2000 entwickelte sich die Servetus Road zu genau einem solchen Flaschenhals wie die Rochdale Road vor 1985. Ein neuer Streckenabschnitt des West Coast Highway entstand in einem Graben (wegen des Lärmschutzes für die Anwohner) direkt neben der Servetus Street, die zu einer normalen Ortsverbindungsstraße herabgestuft wurde. Die Curtin Avenue nach Fremantle wurde ebenfalls ausgebaut.